# Марка Биллунгов

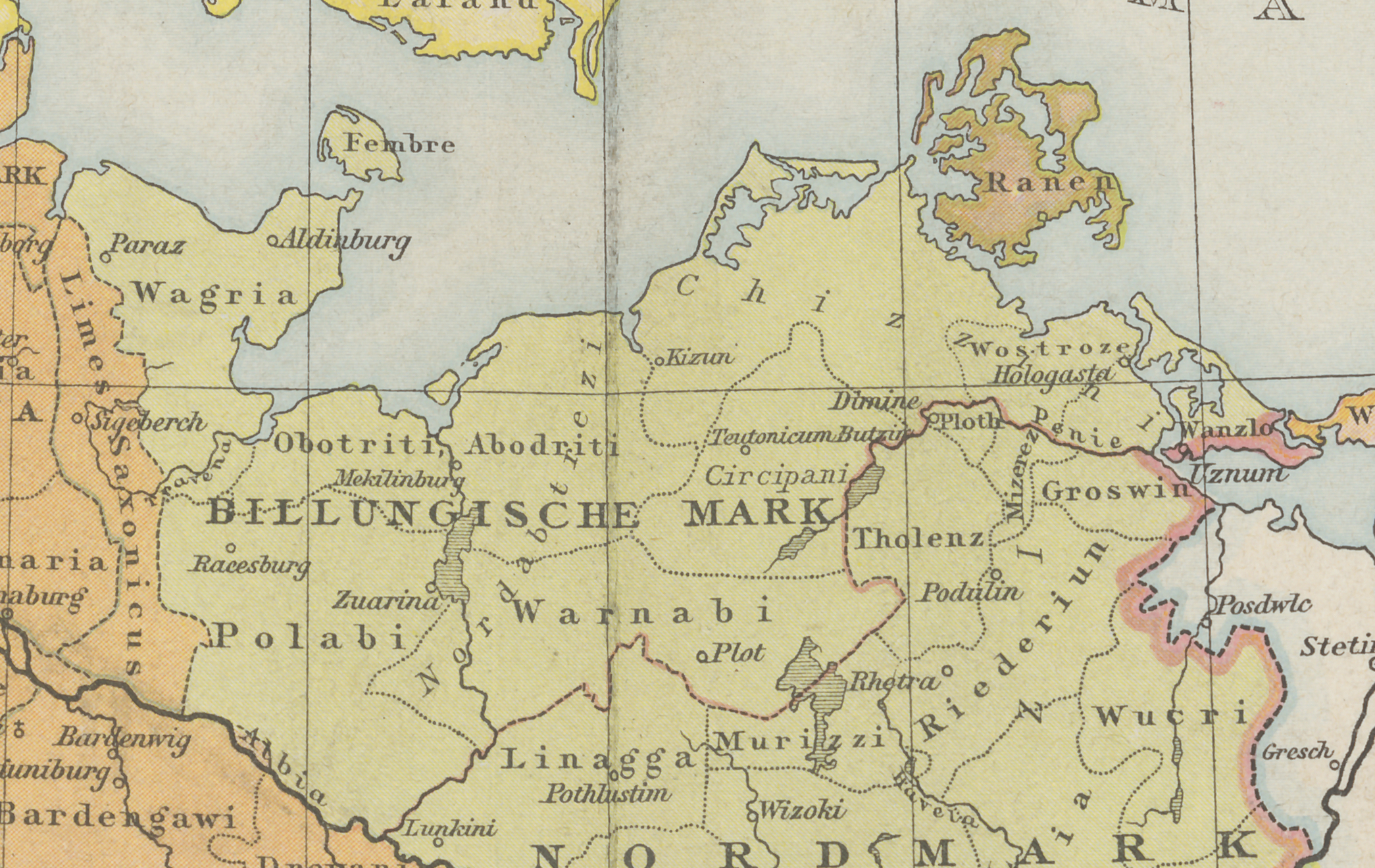
Марка Биллунгов около 1000 г., обведена красным

Марка Биллунгов (нем. Billunger Mark) — пограничный регион на северо-востоке Саксонского племенного герцогства в X веке. Назван по имени семьи правителей из саксонского рода Биллунгов.
Марка простиралась от реки Эльбы до Балтийского моря и от Саксонского вала до реки Пеене на востоке и находилась примерно на территории современного Восточного Гольштейна, Мекленбурга и части Западной Померании. Немецкая экспансия в этой области была «естественной» и носили характер колонизации, что контрастирует с военной оккупацией Восточной марки, владения Геро I Железного, к югу от Биллунгов.
Марка Биллунгов была образована в 936 году, когда Оттон I — герцог Саксонии и король Германии, сделал Германа Биллунга princeps militiae (маркграфом, в буквальном смысле «начальником милиции»), предоставив ему контроль над границей и господство над западно-славянскими племенами бодричей, включавшими полабов, варнов и вагров, а также племенами ратарей, черезпенян и хижан из конфедерации лютичей, и данов, которые неоднократно захватывали территории. Основная часть земель лютичей и гавелян лежала за пределами владений Германа, в  Восточной марке.
Славяне в этом регионе были враждебны друг другу и не оказали никакого организованного сопротивления. Тем не менее в 955 году вождь бодричей Након рискнул вступить с племянниками Германа, саксонскими графами Вихманном Младшим и Эгбертом Одноглазым, в союз против него. Их восстание завершилось в битве на Рехнице, где бодричи были полностью разгромлены войсками короля Оттона.
Герман получил большую автономию в марке, его иногда называют «Герцогом Саксонии» — титулом, который носил Оттон, из-за объема власти, делегированной ему королём. Как и соседняя Северная марка, марка Биллунгов была окончательно уничтожена после восстания бодричей и лютичей в 983 году.